# Görjemyrtjärnen, Lappland
Görjemyrtjärnen är en sjö i Jokkmokks kommun i Lappland och ingår i Luleälvens huvudavrinningsområde.